# 尾道自動車道
尾道自動車道（日语：／ Onomichi jidōshadō */?）是一條從廣島縣尾道市至同縣三次市的高速公路（高速自動車國道）。在法定路線名稱上，本高速公路與島根縣側的松江自動車道共同為中國橫斷自動車道尾道松江線（廣島縣尾道市～島根縣松江市）的一部分。略稱為尾道道（日语：／ Onomichidō */?）。

## 概要
- 起點：廣島縣尾道市
- 終點：廣島縣三次市
- 全長：49.9公里
- 規格：第1種第3級
- 車道數：4車道（暫定2車道）
- 設計時速：80km/h
- 規定時速：70km/h

## 歷史
- 1987年（昭和62年）
  - 6月30日：四全總時內閣會議決定興建，作為高規格幹線道路陰陽連絡自動車道尾道市～松江市間計畫路線。
  - 9月1日：四全總因應國幹道法而修正，因此預定路線新增中國横段自動車道尾道松江線。
- 1998年（平成10年）12月：尾道松江線全區間成為施行命令區間。
- 1999年（平成11年）11月：廣島縣內甲山地區初次採用用地幅杭打式工法施工。
- 2000年（平成12年）9月：開始徵收道路用地。
- 2001年（平成13年）12月：徵收尾道松江線吉舍～口和間用地。
- 2004年（平成16年）
  - 1月：尾道松江線尾道～三刀屋木次之施行命令被撤回並改為新直轄方式。
  - 12月25日 : 國幹會議選定尾道市～三次市間為新直轄區間。
- 2010年（平成22年）11月27日：尾道系統交流道～世羅交流道間通車
- 2014年（平成26年）
  - 3月30日：吉舎交流道～三次東系統交流道/交流道間通車
  - 12月25日：決定尾道松江線之暱稱為。[1]
- 2015年（平成27年）3月22日 : 世羅交流道～吉舍交流道間通車，全線通車。

## 連接高速公路
- 山陽自動車道（於尾道系統交流道連接）
- 中國自動車道（於三次東系統交流道連接）
- 松江自動車道（於三次東系統交流道連接）

## 交流道
- 全線位於廣島縣內。
- 交流道（IC）編號欄的背景色為■顯示該部分道路已經啟用，設施名稱欄的背景色為■顯示該部分設施尚未啟用或已廢除，未通車路段名稱皆為臨時名稱。
- 各設施的位置在上行線與下行線可能有異，需加注意。
- 巴士站（BS），○為使用中，◆為停用中設施，無標示者為未設置巴士站。
- IC為交流道的簡寫，SIC為智能交流道的簡寫，JCT為系統交流道的簡寫，SA為服務區的簡寫，PA為停車區（日语：パーキングエリア）的簡寫。

| 交流道 編號                    | 中文設施名稱 | 日文設施名稱 | 英文設施名稱 | 接續路線名稱                             | 起點起計距離（公里） | 巴士站 | 備註         | 所在地        | 所在地 | 所在地 |
| ------------------------------ | ------------ | ------------ | ------------ | ---------------------------------------- | -------------------- | ------ | ------------ | ------------- | ------ | ------ |
| 有與E76 西瀨戶自動車道接續構想 |              |              |              |                                          |                      |        |              |               |        |        |
| 22-1                           | 尾道JCT      |              |              | E2 山陽自動車道                          | 0.0                  |        |              | 尾道市        |        |        |
|                                | 尾道TB       |              |              |                                          | 0.9                  |        | 公路收費站   | 尾道市        |        |        |
| 1                              | 尾道北IC     |              |              | 國道486號                                | 7.0                  |        |              | 尾道市        |        |        |
| 2                              | 世羅IC       |              |              | 國道432號繞道 與道之驛世羅相鄰           | 19.2                 |        |              | 世羅郡 世羅町 |        |        |
| 3                              | 甲奴IC       |              |              | 廣島縣道424號甲奴Inter線                 | 31.5                 |        |              | 三次市        |        |        |
| 4                              | 吉舍IC       |              |              | 國道184號                                | 39.6                 |        |              | 三次市        |        |        |
| 5                              | 三良坂IC     |              |              | 廣島縣道61號三次庄原線                   | 44.0                 |        | 地域活性化IC | 三次市        |        |        |
| 1                              | 三次東JCT/IC |              |              | E2A 中國自動車道 廣島縣道434號和知三次線 | 49.9                 |        |              | 三次市        |        |        |
| E54 松江自動車道               |              |              |              |                                          |                      |        |              |               |        |        |

## 主要隧道
- 木之庄隧道 （尾道系統交流道～尾道北交流道）：2,826m
- 岩根隧道 （尾道北交流道～~世羅交流道）：1,209m
- 貝原隧道 （尾道北交流道～世羅交流道）：211m
- 宇津戶第一隧道 （尾道北交流道～世羅交流道）： 1,136m
- 宇津戶第二隧道 （尾道北交流道～世羅交流道）：671m
- 別迫隧道 （世羅交流道～甲奴交流道）：542m
- 三玉隧道 （甲奴交流道～吉舍交流道）：292m
- 長田敷地隧道（吉舎交流道～三良坂交流道）：993m
- 三良坂隧道 （三良坂交流道～三次東系統交流道/交流道）：571m

## 道路管理者
- NEXCO西日本 中國支社
  - 福山高速道路事務所：尾道系統交流道～尾道收費站
- 國土交通省中國地方整備局
  - 三次河川國道事務所尾道松江自動車道出張所[4] ：尾道收費站～三次東系統交流道/交流道[5]

## 外部連結
- 西日本高速道路 （页面存档备份，存于）
- 國土交通省 中國地方整備局 福山河川國道事務所 （页面存档备份，存于）
- 國土交通省 中國地方整備局 三次河川國道事務所 （页面存档备份，存于）
- 廣島縣主要公共計畫「中國横斷自動車道尾道松江線」 （页面存档备份，存于）